# Betygoła
Betygoła (lit. Betygala) – miasteczko na Litwie, położone w okręgu kowieńskim w rejonie rosieńskim, na zachód od Rosieni.

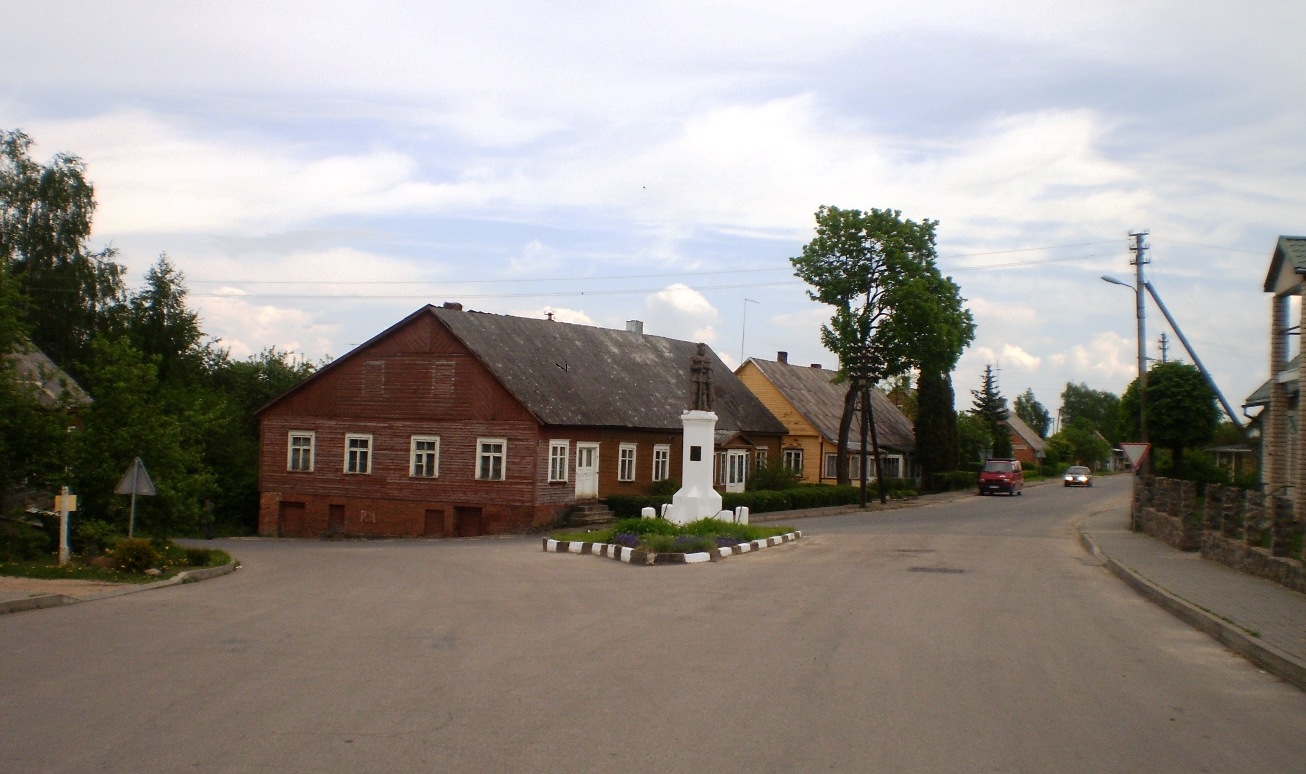
widok miasteczka

W okresie XIII i XIV w. istniały tutaj warownie, chroniące przed wielokrotnymi atakami rycerzy Zakonu Krzyżackiego. Kościół parafialny w Betygole był jednym z pierwszych wzniesionych na Litwie. W latach 1592–1603 był tutaj proboszczem Mikołaj Daukša. Na terenie tutejszej parafii, w Posandrowie urodził się Maironis – litewski poeta doby romantyzmu. Znajduje się tu także pomnik Witolda, muzeum, szkoła i poczta. W pobliżu istnieje grodzisko. Miasteczko było prestymonium dziekanatu kapituły żmudzkiej, położonym w powiecie jawońskim.
Od 2003 roku posiada własny herb, nadany dekretem prezydenta Republiki Litewskiej. Jest siedzibą władz starostwa Betygoła. Liczy 488 mieszkańców (2011).
Ludzie związani z Betygołą
- Mikalojus Daukša – litewski prezbiter katolicki, humanista, pisarz i tłumacz, proboszcz parafii w Betygole, kanonik miednicki i oficjał żmudzki
- Jonas Mačiulis Maironis – litewski prezbiter katolicki, poeta doby romantyzmu, dramaturg
- Kazimierz Siemaszko – urodzony w wiosce Dyskajmie (lit. Dickaimis), należącej do parafii Betygoła, polski prezbiter katolicki, misjonarz św. Wincentego a Paulo, działacz społeczny w Krakowie, opiekun opuszczonej młodzieży